# Huke
huke（本名：福家亮平，1981年4月20日—），日本插畫家，隸屬於TeamFullmecha。Supercell的成員之一。
國中畢業後就讀動畫科系專門學校，之後進入遊戲製作公司負責人物設計方面的工作，離職後開始以自由契約插畫家活動。在設計繪製過許多廣告插畫，一邊負責潛龍諜影系列（科樂美數位娛樂）的插畫及漫畫，一邊於個人部落格及pixiv等網站發表插畫。其中的《BLACK★ROCK SHOOTER》因為有supercell的ryo作曲而特別受到矚目，更於2009年製作成人物模型、2010年製作成OVA、2011年製作成電子遊戲。
因為《BLACK★ROCK SHOOTER》受到矚目的關係，huke負責人物設計的家用電子遊戲《命運石之門》也成為了被改編成電視動畫及動畫電影的熱門作品。

## 主要作品

### 遊戲
- 潛龍諜影（說明書漫畫、插畫）
- 潛龍諜影3（說明書漫畫）
- 潛龍諜影4（人物設計）
- 潛龍諜影：掌上行動（人物設計、人物設計支援等）
- 潛龍諜影：掌上行動+（新增士兵設計）
- 潛龍諜影AC!D2（網路宣傳漫畫）
- 命運石之門（人物設計、包裝插畫）
- Fate/EXTRA（寶具設計）

### 插畫
- （封面插畫）
- 泉和良（封面插畫）
- 泉和良（封面插畫、插圖）
- supercell（封面插畫）
- 我的朋友很少（動畫第5話結束插圖）
- 我的妹妹哪有這麼可愛！（動畫第14話結束插圖）
- DARLING in the FRANXX（叫龍設計）

### 其他
- BLACK★ROCK SHOOTER（原作）
- 小鳥遊琪亞拉（Hololive EN所屬VTuber）

## 畫冊
- BLK
- 命运石之门 huke画集（角川书店／天闻角川）

## 備註
1. ↑  潛龍諜影系列製作人員名單、deviantART登錄名稱
2. ↑  . 電撃Online. ASCII Media Works. 2009-11-20  [2011-04-18]. （原始内容存档于2011-05-01）.

## 外部連結
- HWB（页面存档备份，存于）
- fullmecha.com（页面存档备份，存于）
- ryoheihuke on deviantART（页面存档备份，存于）
- （專訪報導）
- Huke的X（前Twitter）
- pixiv（页面存档备份，存于）